# Ixora clementium
Ixora clementium är en måreväxtart som beskrevs av Cornelis Eliza Bertus Bremekamp. Ixora clementium ingår i släktet Ixora och familjen måreväxter. Inga underarter finns listade i Catalogue of Life.